# Al XXI-lea amendament la Constituția Statelor Unite ale Americii
Al XXI-lea amendament la Constituția Statelor Unite a abrogat al optsprezecelea amendament, cel care a instaurat Prohibiția la nivel național. Acesta a fost propus în cadrul celui de-al 72-lea Congres la 20 februarie 1933 și a fost ratificat la 5 decembrie 1933. Este unicul amendament din Constituție al cărui scop este abrogarea altui amendament adoptat anterior și singurul ratificat prin intermediul convențiilor statale⁠(d).
Al optsprezecelea amendament a fost ratificat la 16 ianuarie 1919, fiind rezultatul a numeroase campanii organizate de Mișcarea de cumpătare din Statele Unite⁠(d) împotriva consumului de băuturi alcoolice. Odată cu promulgarea Legii Volstead⁠(d), Prohibiția a fost implementată la nivel național. În ciuda amendamentului, mulți americani au continuat să consume băuturi alcoolice, de acest fapt profitând crima organizată implicată în contrabanda. De-a lungul anilor 1920, societatea americană și-a schimbat opinia cu privire la Prohibiție, considerând legea ca fiind inaplicabilă, iar o mișcare pro-abrogarea celui de-al XVIII-lea amendament s-a dezvoltat.
Secțiunea 1 a celui de-al XXI-lea amendament abrogă în mod explicit al optsprezecelea amendament. Secțiune 2 interzice importul de alcool în statele și teritoriile cu legi care interzic importul și consumul de băuturi alcoolice. Mai multe state au continuat să-și păstreze legile antialcool după anularea acestui amendament, dar în 1966, Mississippi - ultimul „stat sec⁠(d)” - a legalizat consumul. Cu toate acestea, mai multe state continuă să reglementeze⁠(d) distribuția băuturilor alcoolice și au dreptul de a interzice importul de alcool în comitate și municipalități. De asemenea, există numeroase comunități abstinente⁠(d) în Statele Unite. Secțiunea 2 a fost considerată problematică în unele cazuri ale Curții Supreme care au ca obiect Clauza reglementării comerțului⁠(d).

## Text
| “ | Secțiunea 1 Al optsprezecelea amendament la Constituția Statelor Unite este abrogat. Secțiunea 2 Transportul sau importul de băuturi alcoolice în orice stat, teritoriu sau posesiune a Statelor Unite cu scopul vânzării sau consumului, împotriva legilor din acel stat, sunt interzise. Secțiunea 3 Acest articol nu va produce efecte până ce nu va fi ratificat ca amendament la Constituție de către convențiile statelor, așa cum este prevăzut în Constituție, în termen de șapte ani de la înaintarea sa statelor de către Congres. | ” |